# Gekko reevesii
Gekko reevesii là một loài thằn lằn trong họ Gekkonidae. Loài này được Gray mô tả khoa học đầu tiên năm 1831. Loài này là bản địa Trung Quốc và tây bắc Việt Nam.